# Esquerra Republicana de Catalunya-Sobiranistes

Versión a color del símbolo de la coalición (no oficial a efectos legales).

Esquerra Republicana de Catalunya-Sobiranistes (ERC-Sobiranistes; en español: Izquierda Republicana de Cataluña-Soberanistas), fue una coalición electoral de Cataluña, de carácter independentista, formada en abril de 2019 por Esquerra Republicana de Catalunya y Sobiranistes para participar conjuntamente en las elecciones generales de España de 2019. La formación Comunistes de Catalunya también acordó participar con la coalición en los mismos comicios.

## Historia
La coalición se presentó el 18 de marzo de 2019 en la sede nacional de ERC e incluía a Sobiranistes. Se presentaron a las elecciones españolas de 2019 y los candidatos principales fueron Oriol Junqueras, Joan Josep Nuet (que deja su escaño en el Parlament de Catalunya como diputado de En Comú Podem), Gabriel Rufián, Carolina Telechea y Maria das Graças Carvalho Dantas.

## Partidos y organizaciones miembros
- Esquerra Republicana de Catalunya (ERC), partido integrante.
- Sobiranistes, partido integrante.
- Comunistes de Catalunya .
- Joventuts d'Esquerra Republicana de Catalunya (JERC), organización participante.

## Resultados electorales
| 2019 (I) (Congreso)  | 1 015 355 | 24,59% (Cat) 3,89% (Esp) | 1º (Cat) 6º (Esp) | 15/350 |
| 2019 (II) (Congreso) | 875 750   | 22,56% (Cat) 3,63% (Esp) | 1º (Cat) 5º (Esp) | 13/350 |